# De wereld van de walvis
De wereld van de walvis (Engelse titel: The wind whales of Ishmael) is een roman van de Amerikaanse schrijver Philip José Farmer. Het boek valt in de categorie sciencefiction dan wel avonturenroman. Het speelt zich af in de verre toekomst als de zon inmiddels roodgloeiend is geworden. Farmer gebruikt hier weer een stijlfiguur van hem. Hij plaatst een historisch (literair) persoon in zijn eigen fantasie.  

## Synopsis
Hoofdpersoon is Ishmael uit Moby Dick. Hij is op walvisjacht, als ineens zijn schip en het oceaanwater verdwijnt. Hij bevond is op de Grote Oceaan en komt in een wereld terecht, waarbij het grootste deel van de watermassa is verdwenen. Al snel komt hij erachter dat de wereld gewoon door gaat, maar dat schepen zijn veranderd in luchtschepen, die blijven zweven door luchtblazen. Waterplanten zijn vleeseters geworden. Walvisachtigen en haaien zwemmen door lucht en zijn lichter dan schepen, die van been zijn gemaakt. Grote zwermen plankton zweven door de lucht. Het verhaal mondt uit in een oorlog tussen twee denkbeeldige religies. 